# Ronny Haugeland
Ronny Haugeland (né le 3 août 1976 à Kristiansand) est un illustrateur et auteur de bande dessinée norvégien. Il est surtout connu pour Downs Duck, une série parodique inspiré par Donald Duck et publiée dans Forresten. Il abandonne la bande dessinée au début des années 2000 pour se consacrer à l'animation de soirées et à la musique.

## Distinction
- 2002 : Prix Sproing de la meilleure bande dessinée norvégienne pour Downs Duck